# Carabus lineatus
Carabus lineatus ist ein Käfer aus der Familie der Laufkäfer, der Gattung Carabus und der Untergattung Chrysocarabus. Chrysocarabus wird von einigen Autoren auch als Gattung betrachtet und umfasst – je nach Ansicht des Autors – fünf bis sieben Arten. Die Arten von Chrysocarabus kommen ausschließlich im südlichen Europa vor und fallen durch ihre golden glänzenden Farben auf. Chrysocarabus lineatus wird in drei Unterarten geteilt, Chrysocarabus lineatus lineatus, Chrysocarabus lineatus lateralis und Chrysocarabus lineatus troberti. Chrysocarabus lineatus linearis wird von einigen Autoren als eigene Art Carabus (Chrysocarabus) linearis aufgefasst.

## Bemerkungen zum Namen
Chrysocarabus lineatus lineatus wurde 1826 unter dem Namen Carabus lineatus in den Veröffentlichungen zur Sammlung von Dejean beschrieben. Chrysocarabus lineatus lateralis beschrieb Chevrolat 1840 als Art unter dem Namen Carabus lateralis. Chrysocarabus lineatus troberti wurde von Deyrolle ohne Beschreibung als Varietät benannt und Dejean zugeschrieben, die Beschreibung erfolgte 1860 durch Kraatz als Carabus Troberti.
„Lineātus“ steht im Lateinischen für „liniert“ und bezieht sich auf die schwarz markierten Rippen der grüngoldenen Flügeldecken. „Laterālis“ benutzt man als Namen, wenn ein Merkmal die Seiten betrifft (von lat. „Látus, láteris“ für „die Seite“), in diesem Fall die rotgoldenen Außenränder der grünen Flügeldecken. Und „trobérti“ ehrt den Arzt Dr. Trobert in Brest (Frankreich). Der Name der Untergattung Chrysocarabus, die Thomson 1875 aufstellt, nimmt auf die Farbe Bezug. Chrysocarabus ist von altgriechisch χρυσός chrysós, deutsch ‚Gold‘ abgeleitet und bedeutet „goldener Carabus“, wobei „Carabus“ („κάραβος“) im Altgriechischen für „Käfer“und „Krabbe“ benutzt wurde und später auf die Laufkäfer beschränkt wurde.
In anderen Datenbanken und in Veröffentlichungen tauchen Synonyme und weitere Namen für Unterarten auf. Insbesondere beschrieb Chevrolat 1836 einen Käfer unter dem Namen Carabus basilicus (basilicus für „königlich“), zu dem als Herkunftsort „Maygnès auf der Insel Porto-Ricco“ angegeben wird. Vermutlich ist der Fundort falsch angegeben und es sich dabei um eine Form von Carabus lineatus, jedenfalls wurde der Name für den Käfer aus Nordspanien benutzt und gilt als Synonym für Carabus lineatus.

## Eigenschaften des Käfers
|                                |
| Abb. 1: verschiedene Ansichten |

Die Käfer werden bei einer Breite von gut neun Millimetern gewöhnlich 23 bis 30 Millimeter lang, an manchen Standorten werden jedoch auch kleinere Rassen gefunden. Die Käfer sind langgestreckt und leicht gewölbt. In aller Regel sind die Grate der Längsrippen auf den Flügeldecken schwarz, Kopf, Halsschild und übrige Flügeldecken sind stark variabel goldgrün, bläulich oder kupfern gefärbt. Es sind auch schwarze Formen beschrieben.
Der Kopf ist nach vorn gestreckt. Die Oberlippe ist breiter als die Basis des Kopfschilds, verbreitert sich nach vorn und ist dort schwach ausgeschnitten. Die Oberkiefer sind lang und sichelförmig, auf der Innenseite zur Spitze hin stärker gebogen, aber nicht abknickend. Die elfgliedrigen Fühler sind weit vor den Augen eingelenkt. Das Basisglied ist lang. Das vierte Fühlerglied bis auf die Tastborsten kahl, die dichte pubeszente Behaarung beginnt erst ab dem fünften Fühlerglied.
Auch der Halsschild ist gestreckt. Er ist kräftig quer gerunzelt mit einer scharfen Längsfurche. Die Hinterecken sind lang ausgezogen und enden abgerundet bis leicht zugespitzt.
Auf den Flügeldecken, die sehr verschieden in grüngoldenen Varianten gefärbt sind, sind drei deutliche Rippen ausgebildet (im Osten des Verbreitungsgebietes bei der Unterart lateralis am deutlichsten, nach Westen weniger stark). Die Käfer ähneln stark dem in neun Unterarten weit verbreiteten und auch in Mitteleuropa heimischen Goldglänzenden Laufkäfer. Der auffallendste Unterschied liegt in der Farbe der Fühler. Diese sind bei Carabus lineatus in aller Regel schwarz, während bei seinem mitteleuropäischen Verwandten zumindest das erste Fühlerglied rotbraun ist. Merkmale, die alle Arten der Gattung Chrysocarabus gemeinsam haben, sind zwei Borsten auf dem vorletzten Lippentasterglied und die Erweiterung der Endglieder aller Taster.
Aber auch innerhalb der Chrysocaraben gehören der Goldglänzende Laufkäfer und Carabus lineatus zur gleichen Artengruppe, die an der Kehle keine Borsten tragen und bei denen an den Vorderbeinen der Männchen nicht nur drei, sondern vier Glieder der Tarsen verbreitert sind und unterseits Kissen aus Hafthaaren tragen.
Die Reduktion der Hautflügel von Carabus linearis erfolgte hauptsächlich in der Flügelbreite. Die Flügel sind noch lang, besitzen aber keine Aderung mehr, sondern glatte Ränder.

## Larve
Wie gewöhnlich alle Larven der Gattung Carabus ist auch die von Carabus lineatus mit drei kräftigen Beinpaaren ausgestattet, sehr beweglich und verhältnismäßig stark dunkel chitinisiert. Am neunten Abdominalsegment sitzen eingliedrige und unbewegliche Anhänge (Cercien), die nach oben gerichtet sind. Carabus lineatus gehört zu den Larven, bei denen die Rückenschilder den Körper der Breite nach abdecken und Fühler und Taster relativ lang sind (Carabi longimandibularis). Die Bestimmungsmerkmale liegen hauptsächlich am Vorderrand der Kopfplatte. In der Mitte derselben liegt der Clypeus. Dieser ist bei Carabus lineatus weder gezähnt noch abgerundet, sondern dreieckig, an der Spitze eingeschnitten mit nur sehr schwach konkav verlaufenden Seiten. Seitlich deutlich abgesetzt verläuft der Vorderrand s-förmig leicht nach vorn gebogen zu den Vorderecken der Kopfplatte.
Die Larve variiert in der Form des Clypeus und des Endglieds der Lippentaster erheblich und die Abgrenzung gegen die Larven verwandter Arten ist nicht leicht. In Abgrenzung zur Larve der nah verwandte Art Carabus splendens nennt der Schlüssel, dass der Clypeus leicht eingesenkt ist und dass die Vorderecken der Kopfplatte schief gestellt sind. Außerdem stehen die beiden Sinnesfelder auf dem Endglied der zweigeteilten Labialpalpen auf verschiedenen Niveaus. Und die beiden auf der Innen- beziehungsweise Außenseite der Cercien sitzenden und schräg nach oben weisenden Hörner sind nicht gleich stark ausgebildet, sondern das Außenhorn schwächer als das Innenhorn.

## Biologie
Die Käfer und ihre Larven leben räuberisch. Auf dem Boden laufend und teilweise Baumstämme erkletternd suchen sie nachts nach Nacktschnecken und Regenwürmern, sie verschmähen aber auch Raupen, Puppen und andere kleine Gliedertiere nicht. Die Beute wird mit den Vorderkiefern zerstückelt und mit erbrochenem Verdauungssaft durchknetet. Der entstandene Brei wird aufgesaugt.
Der mehrjährige Käfer überwintert als fertig entwickeltes Insekt und pflanzt sich im Frühjahr fort. Er ist bis in den Herbst hinein anzutreffen. Er ist im April am häufigsten, ein zweites Maximum seiner Anwesenheit zeigt sich Ende des Sommers. Die Eiablage erfolgt von April bis Ende Mai, die Larven erscheinen zwei Wochen später.
Man findet den Käfer in Eichen- und Kastanienwäldern, Mischwäldern mit Birke, Buchenwäldern, Pinienhainen, Stechpalmenwäldern, Auwäldern und manchmal auch in Eukalyptuswäldern. Aber nicht nur in Wäldern, sondern auch auf Wiesen, Weiden, Ruderalflächen, Gärten, Obstplantagen ist der Käfer anzutreffen. Meist kommt er unter 300 m Höhe vor, aber er ist vom Strand bis in Höhen über 1500 m zu finden. Er wurde an Flussufern und in Höhlen gefunden.
In einem Vergleich von elf sehr verschiedenen Vegetationstypen eines Bergmassivs in Asturien wird die Art ebenfalls als Generalist eingeordnet, er scheint aber eine deutliche Präferenz für Auwald und Mischwald zu haben.
Beim Vergleich von Buchen- und Eichenwald in Spanien (Léon), bei dem Fallen am Waldrand und fünfzig und hundert Meter tief im Wald aufgestellt wurden, wurde der Käfer im Buchenwald in allen Fallen häufig gefangen, mit Abstand am häufigsten jedoch 100 m im Waldesinnern. Im Eichenwald wurde er überhaupt nicht gefunden. In den Buchenwäldern mit atlantischem Einfluss bildet der Käfer die Charakterart.
Bei einer Bestandsaufnahme von Besenheidegebieten wurde der Käfer nur auf abgebrannten Flächen gefunden.

## Verbreitung
Der Käfer kommt in zwei getrennten Räumen auf der nördlichen Iberischen Halbinsel vor. Das Kerngebiet erstreckt sich vom Kantabrischen Gebirge über die Pyrenäen bis ins südliche Frankreich, innerhalb des Iberischen Gebirges dringt die Art auch etwas weiter südlich vor. Das zweite Gebiet liegt südlich des Duero in Portugal.